# Bertrand Turnbull
Bertrand Turnbull (19. travnja 1887. — Treganna (Canton), 17. studenog 1943.) je bivši velški hokejaš na travi iz Cardiffa. Igrao je na mjestu vratara.
Osvojio je brončano odličje na hokejaškom turniru na Olimpijskim igrama 1908. u Londonu igrajući za Wales. 

## Vanjske poveznice
- Profil na Database Olympics
- Profil na Sports Reference.com  Arhivirana inačica izvorne stranice od 19. svibnja 2011. (Wayback Machine)